# أحمد بن ثابت الشريف التلمسانى
الشّريف أحمد بن ثابت البجائي التِلمِساني (؟ - 1152 هـ/ 1739 م) هو عالم مسلم ومتصوف تلمساني النسب، من أهل القرن السابع عشر الميلادي/ الثاني عشر الهجري. ولد في مدينة بجاية في عائلة يعود نسبها إلى بنو زيان. أتم دراسة الفقه والتفسير والحديث وغيرها من العلوم الشرعية على بعض شيوخ عصره. سلك التصوف وسكن تلمسان. ذكره أبو راس الناصري الجزائري‌ في كتابه «عجائب الأسفار» وامتدحه. له «التفكر والاعتبار في فضل الصلاة على النبي المختار» و«الرسالة الغراء في ترتيب جوه القراء» 

## سيرته

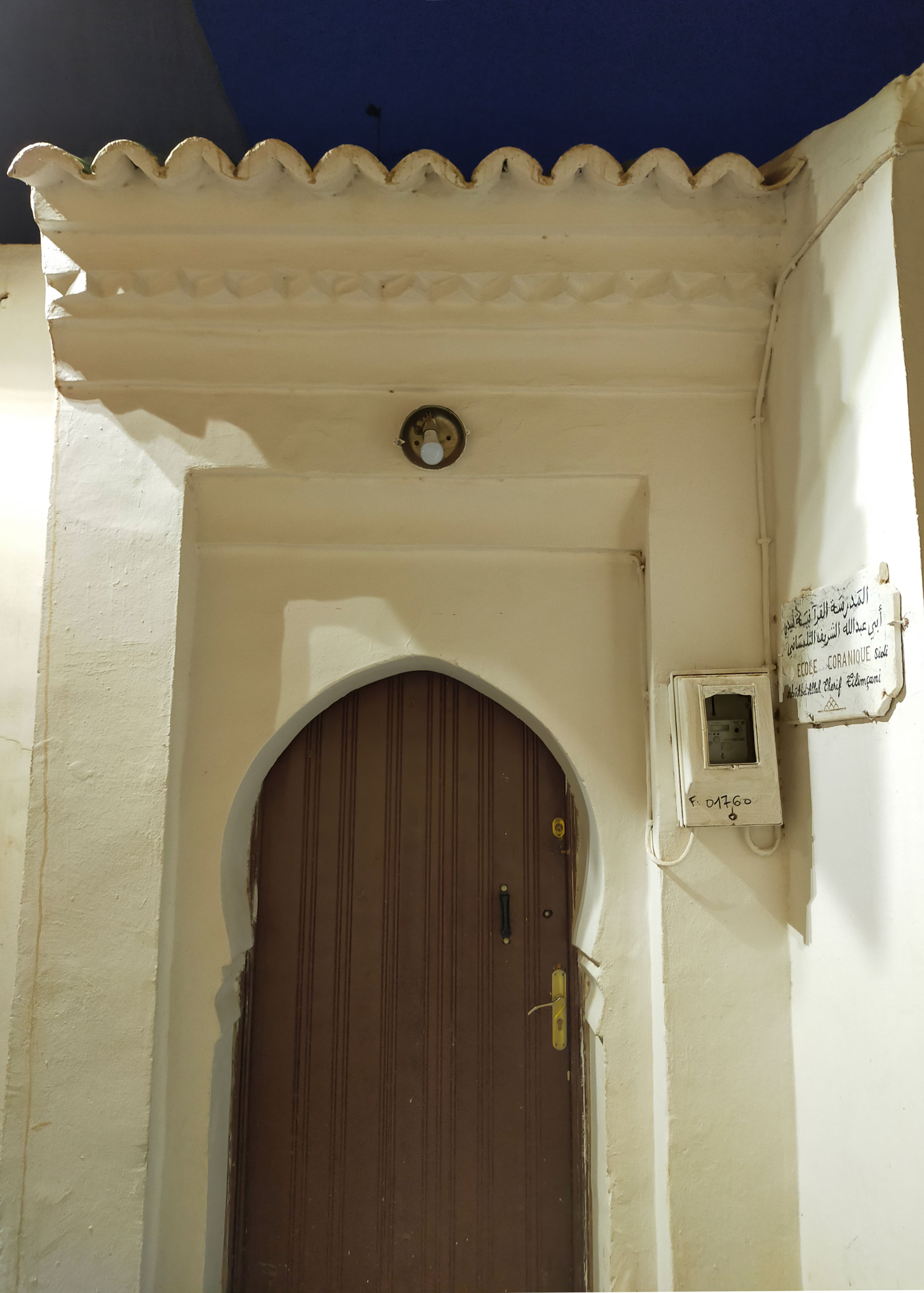
مدخل المدرسة القرانية الشريف التلمساني، تلمسان

هو أبو العباس أحمد بن ثابت البجائي الشريف الحسني التلمساني، وسنة ولادة غير واضحة. يعود نسبه إلى سلطان تلمسان أبي ثابت يغرامسن بني عبد الوادي.

كان في بداية حياته العامة مقيمًا في صباحة قرب بنزرت بتونس، واتصل بمحمد الملياني لسلوك الطريق بعد أن أتم دراسة الفقه والتفسير والحديث وغيرها من العلوم الشرعية على بعض شيوخ عصره، منهم: أبو عبد الله محمد بن توزنت. ثم تعرّف على الشيخ محمد المهبالي، فأخذه بيده وسلك به طريق التصوف. ثم توجه بإذنه إلى تلمسان وأقام بها وقد تدرج في مراتب الصوفية. 

ذكره أبو راس الناصري الجزائري‌ في كتابه «عجائب الأسفار» وقال «توغل في أساليب العلوم وأفانينها، وترقى في معارف القراءات وقوانينها، جُبلَ على صنعة البلاغة دون اكتساب، وتقلب في فنون العلم والتاريخ والآداب وتمكن من علم المعاني...شيخ شيوخنا ووسيلتنا إلى ربنا الولي الفاضل والعالم الكامل صاحب المآثر المشهور بتغيير المناكر، الذي خضعت له الجبابرة ودانت سيدي أحمد بن ثابت أتحفه الله بالغفران والفوز بالرضوان.»

شارك في حصار وهران - من صراعات بين إيالة الجزائر والإمبراطورية الشريفة - مرارًا بـ«جنود الطلبة ذوي العدة والعدد والقوة والمدد». 

توفي سنة 1152 هـ/ 1739 م. 

## مؤلفاته
- كتاب التفكر والاعتبار في فضل الصلاة على النبي المختار: أوله «الحمد لله الذي أيد الإنسان بنعمته وصوره في الأرحام..»
- الرسالة الغراء في ترتيب وجوه القراء: حققه عبد العظيم محمود عمران، وأوله «الحمد لله الذي أرشدنا بكتابه، واطفانا لخدمته، وأهلنا لفهم خطابه، وجعله لنا رحمة ووقاية من عذابه، واختصنا بنبيه محمد وأعزنا به صلى الله عليه وسلم، وعلى آله وحزبه الكريم وأصحابه صلاة وسلامًا يضاهيان الوبل حال مصابه، والرضى عن الأئمة الأولى قاموا بتحقيقه رجاء ثوابه. وبعد: فهذه الرسالة الغزاء في ترتيب اختلاف وجوه القراء سألنيها بعض الثقات، ليعرف المقدم في وجوه الروايات، فاستبنت القوي من الضعيف، وباينت المشروف من الشريف، وهأنذا أسعدى في بيان الترتيب، وما توفيقي إلا بالله عليه توكلت وإليه أنيب.» [2]